# Le Roi du maquillage
Le Roi du maquillage er en fransk stumfilm fra 1904 af Georges Méliès.